# Молоково (посёлок городского типа)
Молоко́во  (карел. Molokova) — посёлок городского типа в Тверской области России.
Образует муниципальное образование посёлок Молоково со статусом городского поселения как единственный населённый пункт в его составе.
Законом Тверской области от 5 апреля 2021 года городское поселение было упразднено к 17 апреля 2021 года в связи с преобразованием Молоковского муниципального района в Молоковский муниципальный округ.

## География
Расположен в 203 километрах к северо-востоку от Твери, на автодороге «Хабоцкое — Молоково — Сандово», в 25 километрах от железнодорожной станции Красный Холм на линии Москва — Калязин — Сонково — Санкт-Петербург, у реки Лужана.

## История
Село Молоково впервые упоминается в 1568 году, когда, вместе с деревнями и починками оно было пожаловано Иваном Грозным княгине Марье Овчининой и её дочери Наталье, а ими отдано Троице-Сергиеву монастырю. Позже оно было передано Александро-Невскому монастырю в Санкт-Петербурге, а после ликвидации монастырского землевладения Екатериной II в 1764 году село стало казённым. Во второй половине XVIII века — крупное торговое село; регулярно устраиваются ярмарки. Трагическим в истории села стал 1850 год, когда во время сильной грозы сгорели все дома, постройки и скот, но уже через 9 лет в нём жило более 500 человек. Среди получивших развитие в селе ремёсел и промыслов — плотничий, сапожный, производство саней и главное — торговля. На молоковские конные ярмарки приводили до 2 тысяч лошадей. В 1881 в Молоково произошло крупное крестьянское выступление. В 1887 году в селе Молоково Алешковской волости Бежецкого уезда 117 дворов, 649 жителей.
Советская власть установлена в начале 1918 года, тогда же была образована Молоковская волость, которая вошла в восстановленный Краснохолмский уезд. В 1929 году село стало центром Молоковского района, который вошёл в Бежецкий округ Московской области. В это время проходила массовая коллективизация и на 1 января 1930 года в районе уже насчитывалось 103 колхоза, куда входило 4055 хозяйств. В 1934 году население района составляло 48460 человек, с 1935 года он в составе Калининской области.
Статус посёлка городского типа — с 1988 года.

## Население
| 1859  | 1897  | 1939  | 1959  | 1970  | 1979  | 1989  | 2002  | 2006  |
| ----- | ----- | ----- | ----- | ----- | ----- | ----- | ----- | ----- |
| 502   | ↗778  | ↗1709 | ↗1714 | ↗1881 | ↗2499 | ↗2804 | ↘2572 | ↘2400 |
| 2009  | 2010  | 2012  | 2013  | 2014  | 2015  | 2016  | 2017  | 2018  |
| ↘2278 | ↗2331 | ↘2267 | ↘2169 | ↘2087 | ↘2005 | ↘1928 | ↘1892 | ↘1827 |
| 2019  | 2020  | 2021  |       |       |       |       |       |       |
| ↘1773 | ↘1742 | ↗1798 |       |       |       |       |       |       |

Национальный состав
По итогам переписи населения 2020 года проживали следующие национальности (национальности менее 0,1 % и другое, см. в сноске к строке «Другие»):
| Национальность | Численность, чел. | Доля     |
| -------------- | ----------------- | -------- |
| Русские        | 1688              | 93,88 %  |
| Армяне         | 28                | 1,56 %   |
| Таджики        | 14                | 0,78 %   |
| Украинцы       | 8                 | 0,44 %   |
| Другие         | 60                | 3,34 %   |
| Итого          | 1798              | 100,00 % |

## Экономика
Предприятия лесной и пищевой промышленности. В районе, в деревне Кузнецково — крупный сырзавод (больше не работает).

## Русская Православная церковь
В посёлке имеется действующая деревянная Церковь Троицы Живоначальной (2015).

## Известные люди
Молоково является родиной советского военачальника, маршала Советского Союза Николая Васильевича Огаркова (родился 30 октября 1917) и Героя Советского Союза Павла Круглова.